# 家串
家串（いえくし/えのくし）は、愛媛県南宇和郡愛南町にある地名。郵便番号は798-3705。2020年10月時点における当地域の人口は178人（令和2年国勢調査による）。面積は1.064 685 605平方キロメートル。主な産業は真珠母貝の養殖業。伝統芸能「家串の荒獅子」は町指定無形民俗文化財に指定されている。家ノ串とも。

## 地理

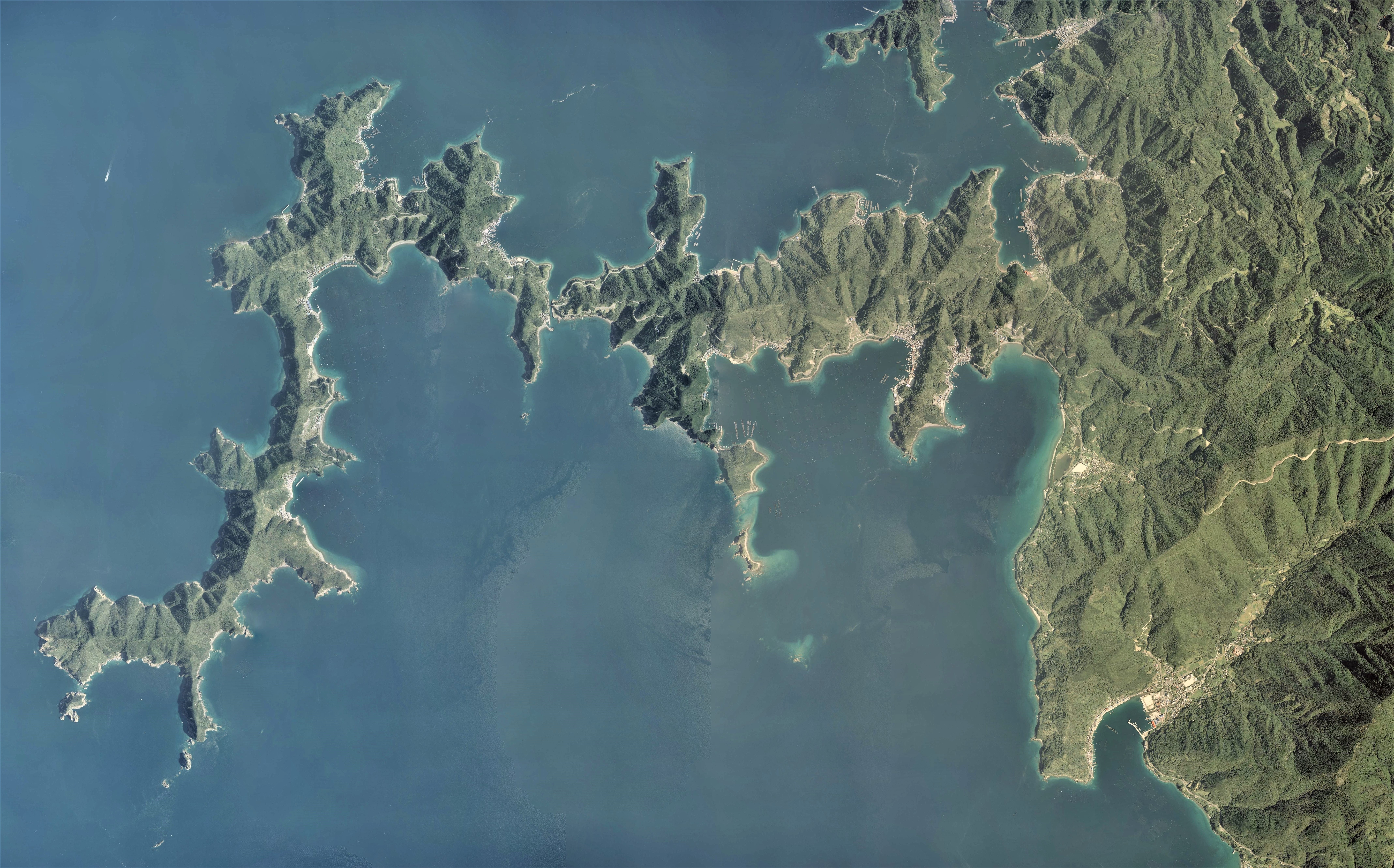
由良半島の付け根部分に位置する。

愛媛県の南西部の由良半島の付け根の南側に位置し、内海に面する。愛南町の中では北西部に位置する。南方向に開いた家串湾の海岸沿いにある狭小な低地に集落があり、その他の区域の大部分は森林で覆われた山地で占められている。集落の中央部に家串公民館、家串郵便局および泉法寺などがあり、南部に家串小学校、愛南町海洋資源開発センターおよび若宮神社などがある。漁業を成長産業化する目的で海岸を埋め立て造成した部分に養殖業の作業場などが立地する。当地域の主要道路である愛媛県道292号網代鳥越線も埋立地の上に敷設されている。当地域の周囲の長さは6.974 949キロメートル。
東は平碆（ひらばえ）と接し、北は津島町曲烏（つしまちょうまがらす）、北西は津島町平井、西は油袋（ゆたい）と接する。南海トラフ巨大地震のような大規模な地震が発生した場合に、集落の大部分が津波で浸水することが想定されており、2011年（平成23年）の東日本大震災以降、高台などに津波避難場所を整備するなど対策が進められている。

## 歴史

### 近世
家串の地は、安土桃山時代の天正年間に土佐国中村から来往した土豪吉良左京進親貞の一族によって開発が進められたと考えられている。『角川日本地名大辞典』によると、江戸時代から1889年（明治22年）にかけては家串浦（いえくしうら）という村として存在し、宇和郡に属した。家串浦は『弌墅截』（いちのきり）では家之串浦と表記されている。内海浦の枝浦の1つであり、同浦のほぼ中心に位置し港を有した。宇和島藩の藩領であり、同藩の編成では御荘組（みしょうぐみ）の松之荘に属した。国郷帳などの帳簿類では村高が内海浦に一括して記されているため、これらの史料から家串浦の村高を知ることはできない。庄屋職は内海浦の実藤家が他の枝浦と兼務した。組頭は吉良家が務めた。
1614年（慶長19年）に宇和島藩に伊達氏が入封する以前からイワシ大網（元網）1帖を有しており、入封以降、イワシ網2帖およびカマス網1帖が加わった。1660年（万治3年）に吉良氏が拝領した曽根漁場はイワシ大網（元網）の前網代とされる。江戸幕府の巡見使向井八郎兵衛および高林又兵衛による1667年（寛文7年）の記録『西海巡見志』（さいかいじゅんけんし）によると、高は96石あまりで家の数は17軒であり、港に設けられた船番所には100石積以上の船15艘が入港・停泊できたとされる。同史料では船および加子（船乗り）の数は内海浦で一括して家串浦に記されており、船は51艘、うち漁船が49艘であり、加子は70人、うち役加子は55人であったとされる。1670年（寛文10年）の冬には、柏崎浦と家串浦との間で漁をめぐる争議が発生している。
家串浦吉良家8代の吉良庄兵衛義廣は、正徳年間に同浦の初代組頭を務めた。内海浦の枝浦の農業規模を、鬮持制（くじもちせい）が実施された寛文年間の頃の本百姓一人前耕地でみると、中浦以外の枝浦は非常に小さく、漁業を主体としていたことがわかる。内海浦の枝浦の規模を1700年（元禄13年）に定免制となった年貢高でみると、家串は全体の13パーセントと、中浦および赤水に次いで3番目の大きさがあった。宇和島藩の『大成郡録』によると、田が1町7反あまり、畑が3町2反あまりであったとされる。1723年（享保8年）に吉良氏が拝領した豆曽漁場はイワシ大網（新網）の前網代とされる。1745年（延享2年）頃、孤圓山如意庵が佛海山泉法寺に改名される。1753年（宝暦3年）、吉良氏が家串灘漁場を発見し自費で開発、宇和島藩主から拝領する。同年、家串浦の村民にシオゴ島漁場が藩主から拝領される。『大成郡録』によると、1757年（宝暦7年）の時点でイワシ網2帖、カマス網1帖を有していたとされる。1768年（明和5年）9月、家串浦の若宮神社が造営される。1778年（安永7年）9月、平碆浦（ひらばえうら）と家串浦の山境にある「ウネの松」に六十六部供養碑が建立される。
1789年（寛政元年）、吉良氏がヒクタラ、ナキリ、シヲゴ（シオゴ）、大油袋の各漁場を発見し藩主から拝領する。1790年（寛政2年）9月、家串浦の若宮神社が創建される。1798年（寛政10年）2月15日、ウネの松に石造白牛車観音が建立される。1800年（寛政12年）に吉良氏が拝領した火打漁場は新出来網の前網代とされる。1802年（享和2年）3月15日、家串の徳右衛門らにより由良権現が再建される。1808年（文化5年）閏6月、地理学者伊能忠敬の一行が摺木村室碆から家串浦までおよび同浦から魚神山浦アマ崎までを測量する。1829年（文政12年）7月、桃地蔵が建立される。同年、家串浦の若宮神社が改築される。1832年（天保3年）7月、内海浦庄屋久左衛門から家串浦組頭の吉良徳右衛門に対し網方掟が通達される。同年、家串浦の吉良庄太夫がツエヌケ漁場を発見、自費で海底の土砂などを浚って灘網漁場とした功績で拝領する。1846年（弘化3年）に吉良氏が拝領した小松崎漁場は結出網の前網代とされる。1857年（安政4年）、家串浦の組頭吉良貞松らにより大敷網漁場が塩子島に開設される。

### 明治 - 大正
1871年（明治4年）8月28日、戸籍編制事務に携わる副戸長に家串浦の吉良庄太夫が任命される。1873年（明治6年）2月12日、吉良庄太夫が神山県により総代役に任命される。1873年（明治6年）に愛媛県に編入される。1875年（明治8年）12月8日、家串の泉法寺に愛日学校が開設される。1875年（明治8年）、黒田臺藏らにより大敷網漁場がセンガボシに開設される。1878年（明治11年）に南宇和郡の所属となる。1878年（明治11年）、家串浦の吉良氏と平碆浦との間でボラ引網をめぐって紛議が発生する。1879年（明治12年）4月、吉良貞松が内海浦の戸長役場により家串浦の組長に任命される。1889年（明治22年）、内海村が発足し同村の大字内海の字、家串となる。内海村時代の家串の小字には小松、小松崎、中崎、田ノ浦、小浦、小谷、西ノ谷、東ノ谷、曽根、串、ホト串およびナキリがあった。
1893年（明治26年）7月19日から11月23日にかけて家串、網代、深泥、魚神山および中浦などの地域で赤痢が発生、死者は25人に上った。1904年（明治37年）1月、内海浦漁業組合が家串の伊井藤吉に対し、イワシ巾着網1帖による試験的漁業を1年に限って許可する。1906年（明治39年）5月19日、家串で赤痢が発生、感染は須ノ川、平碆、中浦などの地域に波及し、同年8月25日までに患者数は188人、死者数は36人に上った。1910年（明治43年）12月22日、家串泉法寺住職の雲邊寛洲により無限責任家串信用購買販売利用組合が設立される。1910年（明治43年）、家串のほか猿鳴（さるなぎ）および網代に巾着網5帖が設備される。1911年（明治44年）4月16日、家串郵便局が家串1419番地に開局される。1911年（明治44年）、家串産業組合が家串および平碆を区域として設立される。1912年（明治45年）7月、家串で赤痢が発生したが死者はなかった。1912年（明治45年）、隔離病舎が家串字田ノ浦741に建設される。1915年（大正4年）6月12日、家串のほか魚神山、平山、中浦および赤水などの地域で腸チフスが発生したが死者はなかった。1916年（大正5年）4月、家串と魚神山との間でハマチ網をめぐる紛争が発生する。1922年（大正11年）11月25日、皇太子（後の昭和天皇）が宇和島を行啓した際に天赦園で家串の荒獅子を台覧した。1926年（大正15年）9月、煮干乾燥場が完成される。

### 昭和以降
1928年（昭和3年）、大字内海が廃止され内海村の大字となる。1929年（昭和4年）、杵島丸が中浦から家串などを経由して魚神山に至る航路の運航を開始したが、第二次世界大戦の後に陸上交通の発達により廃止に追い込まれた。1930年（昭和5年）、家串と魚神山の間でハマチ地引網漁業出願をめぐる紛争が発生する。1933年（昭和8年）3月24日、東京の三越百貨店で開催された中国四国特産品陳列会の余興で家串の荒獅子の舞が披露される。1936年（昭和11年）7月8日、家串で腸チフスが発生、感染は柏崎、中浦および須ノ川の地域に波及し3人の死者が出た。1941年（昭和16年）、家串産業組合が油袋支所を設置するとともに、名称を家串平碆農業協同組合に変更する。1950年（昭和25年）4月1日、油袋が家串から独立する。1952年（昭和27年）5月28日、家串漁港が漁港漁場整備法による第1種漁港に指定される（漁港番号：4111600）。1953年（昭和28年）5月、家串保育所が開所される。同保育所は内海村で最初の保育所である。
1953年（昭和28年）8月、隔離病舎が完成される。1956年（昭和31年）2月28日、家串産業振興総決起大会が開催される。1957年（昭和32年）11月23日、家串の荒獅子が八幡浜市公会堂で開かれた第4回愛媛県郷土民謡舞踊大会に出場し優勝する。1958年（昭和33年）1月、家串直営診療所が完成し、翌2月25日に落成式が行われる。1958年（昭和33年）4月5日、高知市において開催された四国四県郷土民謡舞踊大会に家串の荒獅子が出場する。1958年（昭和33年）9月、油袋と家串の両地区の有志住民数人が油袋豆曽において真珠の稚貝の養殖に成功する。1960年（昭和35年）12月23日、塩子島の沖合において漁具が窃盗される事件が発生する。1962年（昭和37年）3月、家串公民館および家串教員住宅が完成される。1962年（昭和37年）9月、老人クラブ高砂会が結成される。1963年（昭和38年）8月、家串真珠養殖組合が初めて九州地方より観光客を招待する。昭和30年代に由良半島の各地区で不漁が問題化すると、パッションフルーツやゼラニウムの栽培が行われるようになった。家串平碆農業協同組合（家平農協）は、1958年（昭和33年）3月にパッションフルーツを導入し、1964年（昭和39年）6月にはゼラニウム蒸留施設を新しく設置した。
1964年（昭和39年）、家串の荒獅子が内海村の無形民俗文化財に指定される。1972年（昭和47年）8月、老人集会所が完成される。1974年（昭和49年）、家串と魚神山の間にバスの運行が開始される。1976年（昭和51年）11月24日、家串局の電話がダイヤル式電話に切り替えられる。松くい虫の被害を受けた大松、ウネの松が1977年（昭和52年）10月に伐採される。1977年（昭和52年）7月、消防車両、小型動力ポンプ付き積載車が配備される。1977年（昭和52年）10月、消防車庫が完成される。1978年（昭和58年）、家串西ノ谷橋が町道家串西ノ谷線に架橋される。1979年（昭和54年）3月、家串団地（公営住宅）3棟が1154番地に完成される。1981年（昭和56年）1月、国保内海診療所家串出張診療所が完成される。1983年（昭和58年）6月、家串漁港の局部改良工事が完成される。1987年（昭和62年）3月、家串中学校が閉校される。1996年（平成8年）7月15日、内海漁業協同組合水産廃棄物焼却処理施設が家串151番地に設置される。2004年（平成16年）10月1日、内海村が御荘町、一本松町、城辺町および西海町と合併し愛南町となる。

## 経済

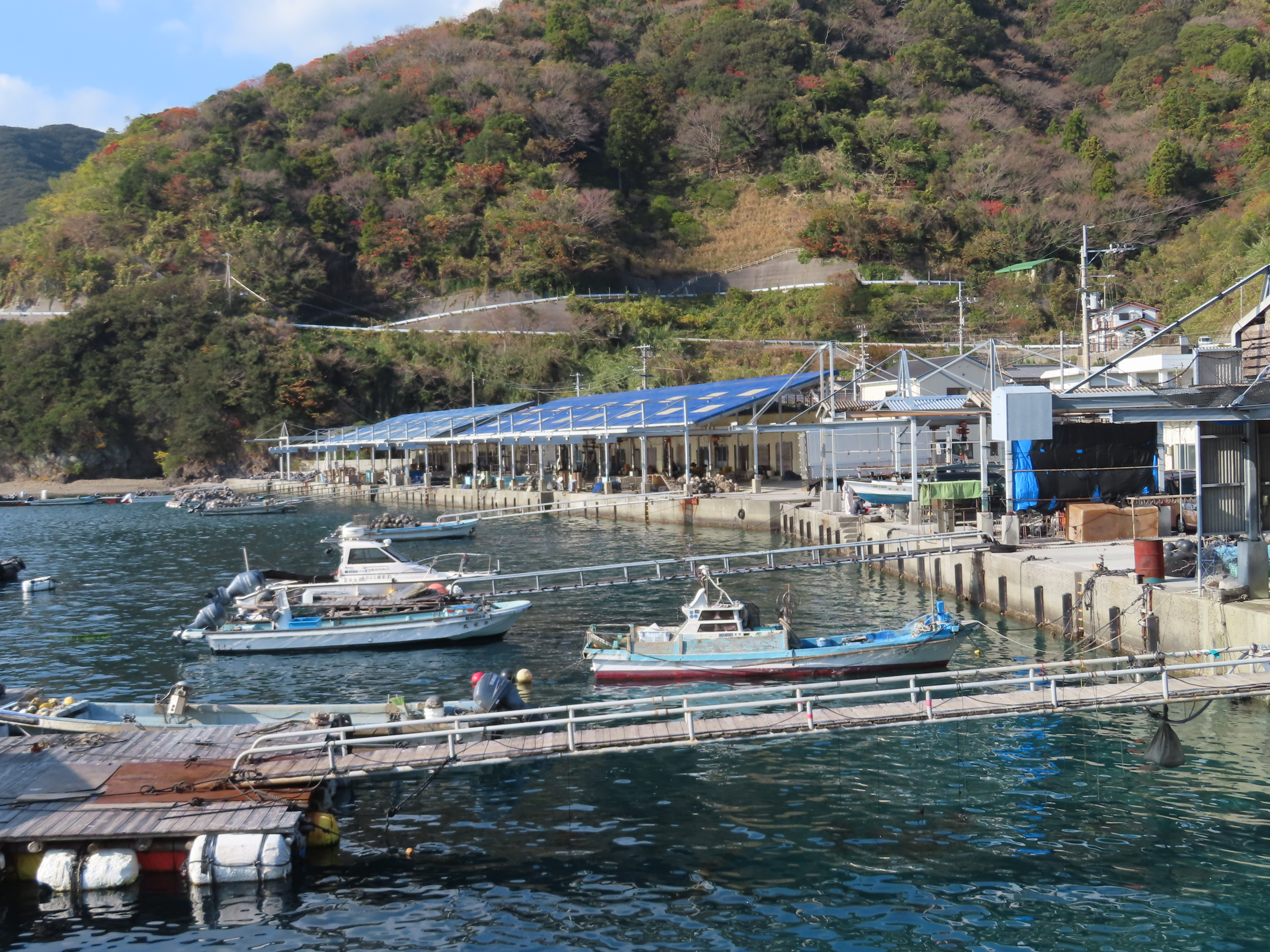
家串漁港

主な産業は真珠母貝の養殖業であり、ハマチやヒオウギガイの養殖も盛んに行われている。1958年（昭和33年）に家串の住民が油袋において、海中に沈めたスギの葉にアコヤガイの稚貝を自然に付着させる天然採苗（てんねんさいびょう）という手法を試験的に行ったところ、多くの稚貝が採取された。このことがきっかけで本格的に真珠の養殖を始めることになったとされる。それまでは漁業のほかに山地の段畑を用いた農業も営まれていたが、これ以降、農業は衰退した。2004年（平成16年）の水産庁の統計では、家串漁港の真珠母貝陸揚量は61トンで、全国第5位となっている。
2015年（平成27年）の国勢調査では、15歳以上の就業者数は101人であり、産業別では漁業が58人と全体の6割近くを占め、以下多い順に医療・福祉が14人、複合サービス事業が6人、農業、卸売業・小売業が各4人、運輸業・郵便業、公務が各3人、建設業、製造業、サービス業が各2人となっている。2016年（平成28年）の経済センサスでは、家串の全事業所数は8事業所、全従業者数は15人である。産業別にみると、事業所数は飲食料品小売業が2、水産養殖業、飲食料品卸売業、機械器具小売業、娯楽業、郵便局、宗教が各1となっており、従業者数は水産養殖業が4人、飲食料品卸売業、飲食料品小売業が各3人、機械器具小売業が2人、娯楽業、郵便局、宗教が各1人となっている。
愛南町海洋資源開発センターは、愛南町が所有する施設の1つで、愛媛県、愛南漁業協同組合および愛媛大学南予水産研究センターと協力し、真珠母貝の研究開発や生産を行っている。家串1268番地2に所在する。1991年（平成3年）7月に建設工事が開始され、同年11月に内海村海洋資源開発センターの名称で開設された。翌1992年（平成4年）に人工種苗の生産を開始した。2004年（平成16年）10月、現在の名称に改める。2010年（平成22年）3月、施設の老朽化に伴う大規模な改修工事が完成される。同年8月、ヒジキなどの養殖に関する施設が増設される。

## 人口・世帯数など
1667年（寛文7年）の『西海巡見志』によると家の数は17軒であった。明治10年代の『宇和郡地誌』では戸数が105戸、人口が566人となっている。『愛媛県史』によると、1906年（明治39年）における戸数は80 - 90戸であったとされる。1995年（平成7年）国勢調査では、当地域の総人口は378人、うち男性が170人、女性が208人であり、世帯数は111世帯であった。2020年（令和2年）国勢調査では、当地域の総人口は178人、うち男性が83人、女性が95人であり、世帯数は74世帯であった。

## 教育

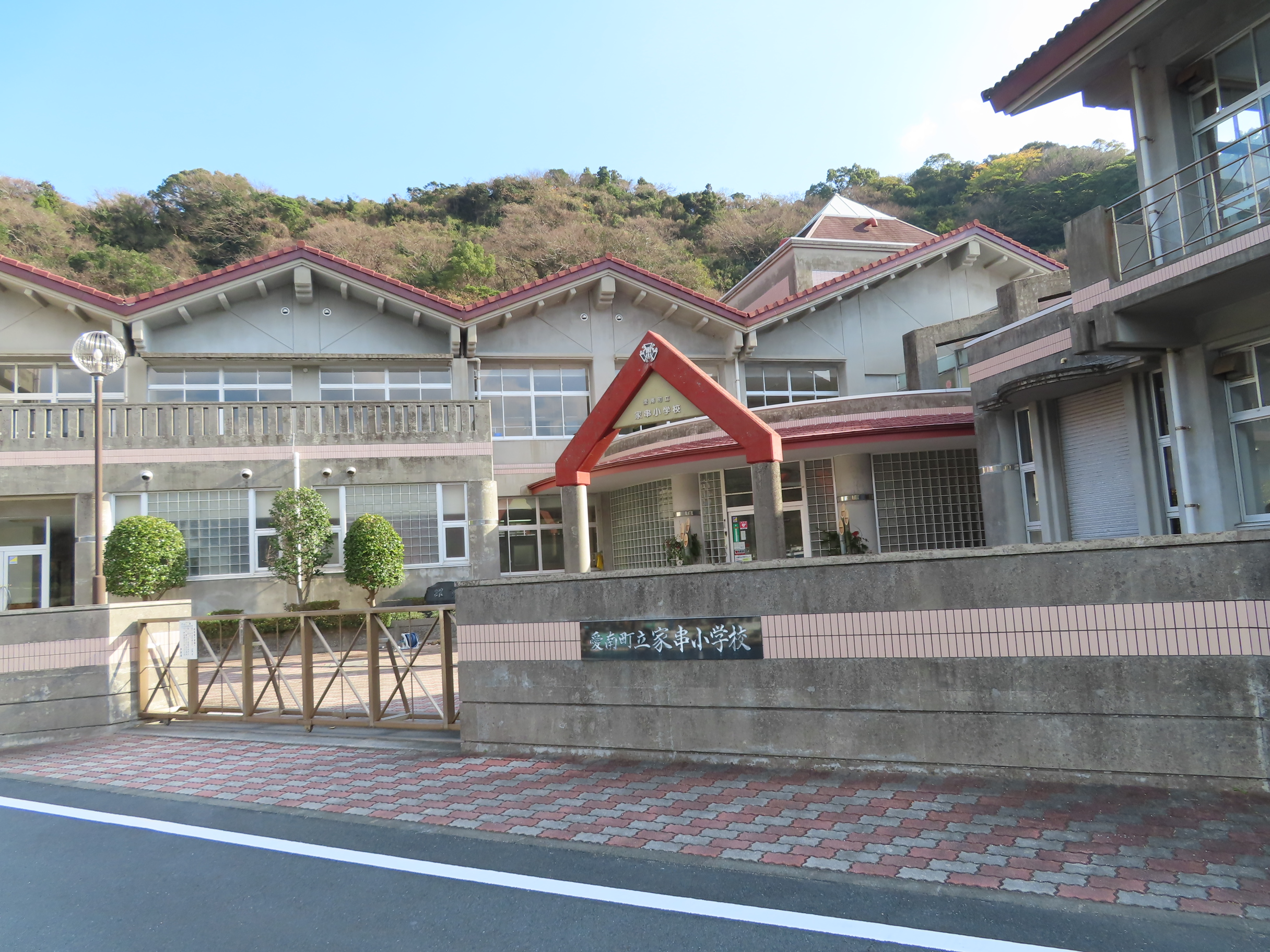
愛南町立家串小学校

当地域は、愛南町立家串小学校および愛南町立内海中学校の通学区域に含まれる。
家串小学校は、家串1232番地に所在する小学校。1875年（明治8年）12月8日、家串浦泉法寺内に愛日小学校の名称で開校される。1887年（明治20年）、家串簡易小学校と改称。1895年（明治28年）、家串尋常小学校と改称。1926年（大正15年）、家串尋常高等小学校と改称。1941年（昭和16年）、家串国民学校と改称。1947年（昭和22年）、学制改革に伴い家串小学校と改称。家串中学校が開校される。1987年（昭和62年）3月31日、家串中学校が閉校される。1991年（平成3年）、鉄筋造2階建ての校舎が完成される。2019年（平成31年）には一般社団法人日本損害保険協会の主催による「小学生のぼうさい探検隊マップコンクール」で文部科学大臣賞を受賞した。

## 交通
鉄道は通っていない。

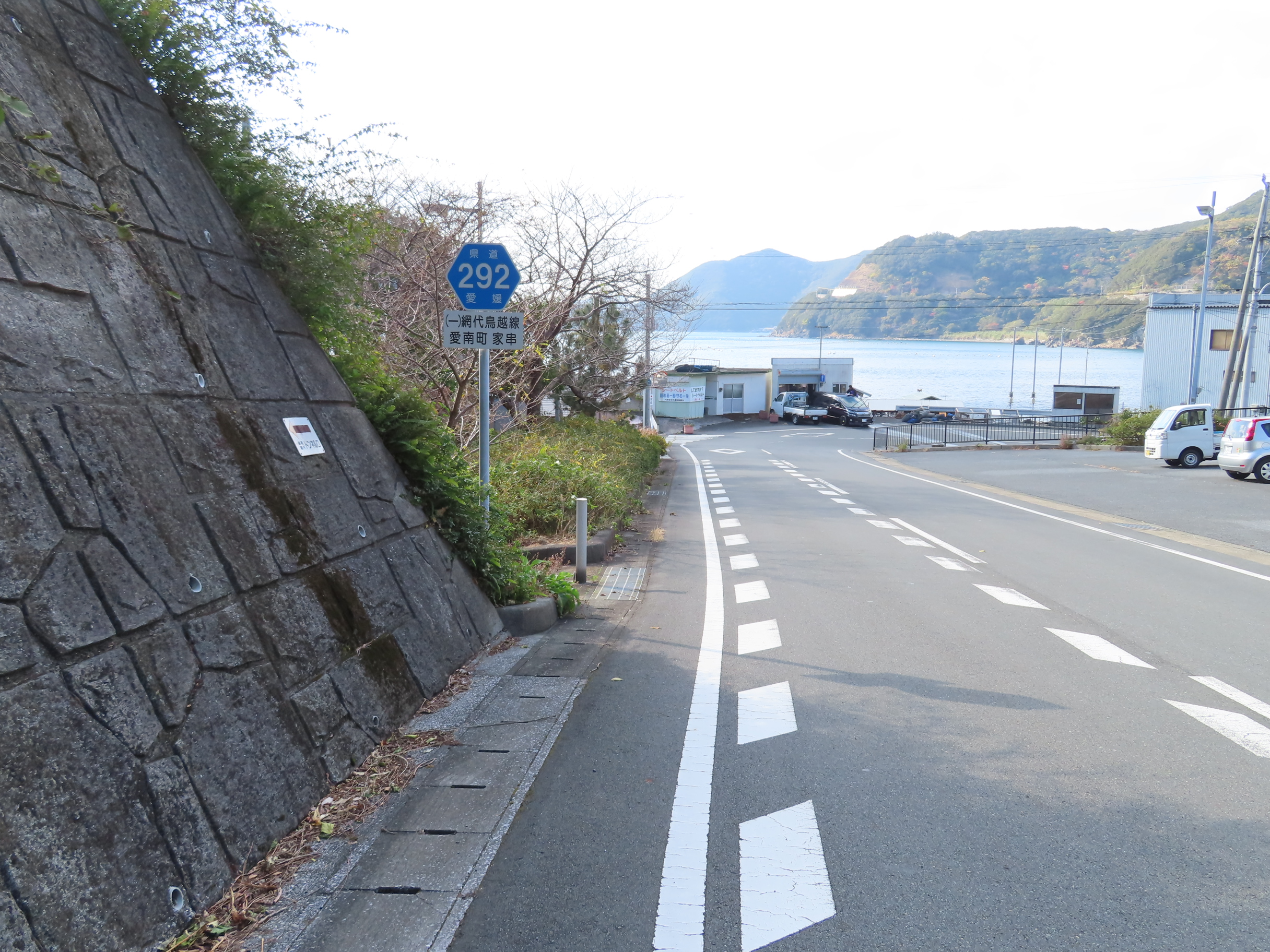
愛媛県道292号網代鳥越線

愛媛県道292号網代鳥越線は、由良半島の南半分を横断する道路であり、国道56号と半島各地の真珠母貝集積場とを結んでいる。家串地域では主に海岸沿いを通過しており、平碆との間には家平トンネルおよび家平歩道トンネルがある。また段畑耕作が行われた時代に設けられた農道西ノ谷線が山地部を走っている。
バスは愛南町コミュニティバス（あいなんバス）の本網代・柏線が運行されている。
家平トンネル（いえひらトンネル）は家串と平碆を結ぶトンネルで、網代鳥越線の一部をなす。家串平碆トンネル、家平隧道とも。管理者は愛媛県。全長は192メートル。1952年（昭和27年）6月着工。トンネル建設は家串と平碆の住民の強い要望により決定され、工費の大部分はこの2地区が負担した。開削工事は地元住民により家串側から行われた。1956年（昭和31年）5月22日に貫通、同年7月1日に開通された。1963年（昭和38年）3月には幅員の拡張工事が完了。これによって大型自動車が通行できるようになった。家串と平碆は標高90メートル程度の山で隔てられており、トンネルが開通される前は「ウネの松」と通称される急勾配の坂を登る必要があり、この坂は小学校の通学路にもなっていた。
家平歩道トンネル（いえひらほどうトンネル）は家串と平碆を結ぶ歩道トンネル。全長は265メートル。管理者は愛媛県。1996年（平成8年）完成。平碆地区から家串小学校に通学する児童の交通安全確保などのために建設された。

## ゆかりの人物
誠拙周樗（せいせつ しゅうちょ、1745年〈延享2年〉 - 1820年〈文政3年〉）は、江戸時代の僧。号は無用道人。伊予国宇和郡下灘浦之内柿ノ浦（現、宇和島市津島町柿之浦）に生まれ、3歳から7歳まで家串浦に育つ。臨済宗妙心寺派仏海寺の霊印不昧（れいいん ふまい）から教えを受けた。1771年（明和8年）、27歳で鎌倉・円覚寺の仏日庵に入る。同寺の再興に尽力した功績を称えて、同寺の中興の祖と呼ばれている。また京都の天龍寺や相国寺などに僧堂を創建した。没後に誠拙の生前の仏教興隆に関する功績が称えられ、大正天皇から大用国師（だいゆうこくし）の諡号が贈られた。
雲邊寛洲は、明治時代の僧。1902年（明治35年）、27歳のときに家串泉法寺の住職となる。1906年（明治39年）の家串を中心とした赤痢の大流行により、地域の住民は患者隔離施設の建設などに追われ、また不漁のための収入源などのために生活困窮が問題化した。雲邊は、こうした窮状を救うためには相互扶助を目的とした産業組合を立ち上げる必要があると住民らに訴えた。1910年（明治43年）12月に有志住民との協議を行う。翌1911年（明治44年）2月に産業組合設立の認可が下りる。住民らは、1914年（大正3年）から1916年（大正5年）にかけては遠洋漁業に失敗し、1921年（大正10年）には大規模な不漁に見舞われたが、産業組合による支援によって窮状を乗り越えることができたとされる。1936年（昭和11年）に雲邊の功績を称える頌徳碑が住民らにより建立された。

## 史跡・祭事

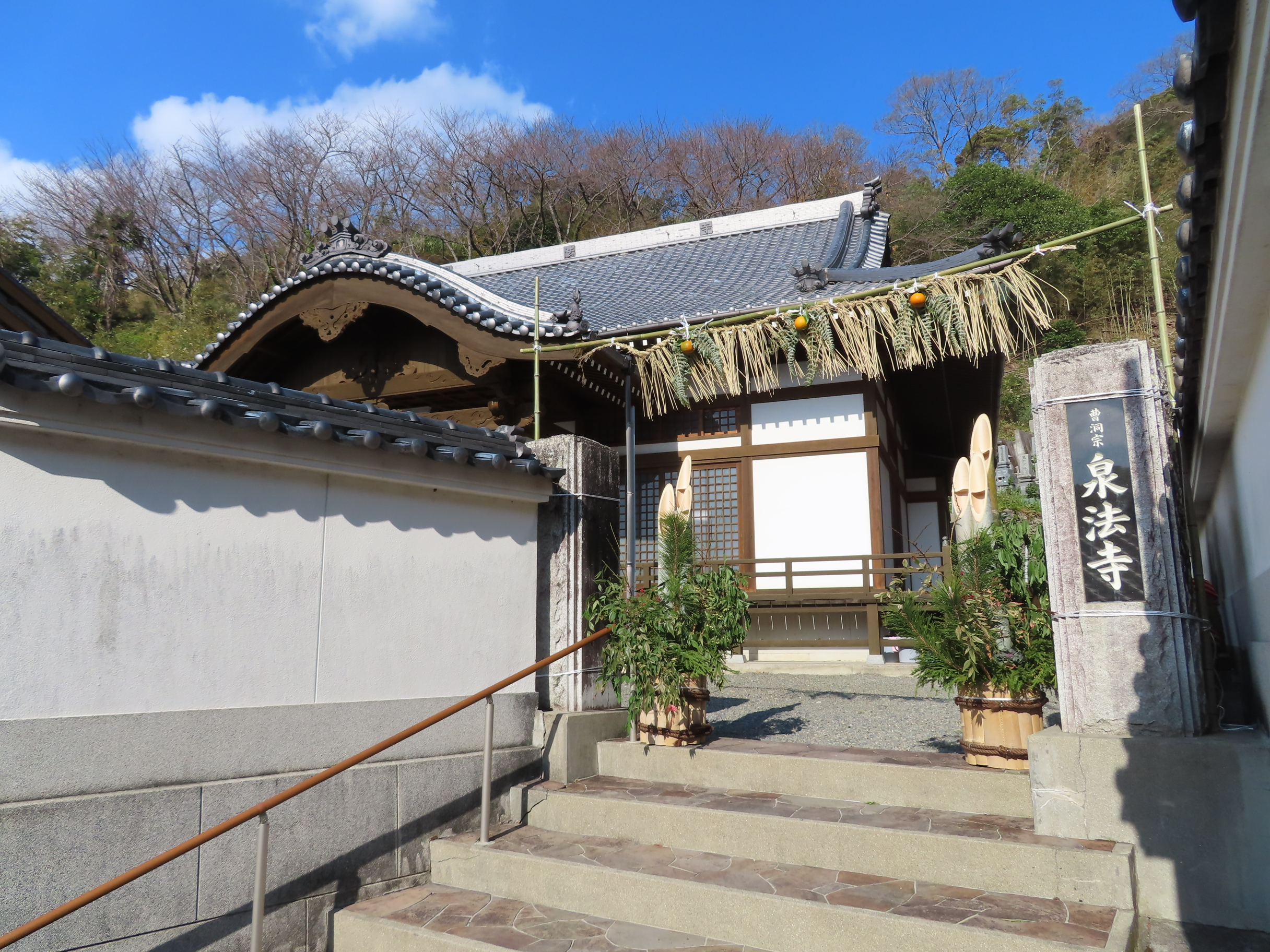
佛海山泉法寺

佛海山泉法寺は、曹洞宗の寺院。天正年間に土佐国から移ってきた吉良一族により創建されたものと考えられている。1745年（延享2年）頃までは孤圓山如意庵という名称であった。1808年（文化5年）閏6月6日、地理学者伊能忠敬の一行がこの寺に宿泊した。1953年（昭和28年）5月、私立家串保育所が開所される。1990年（平成2年）9月25日、本堂のほか庫裏および位牌堂の改築工事が行われる。
石造白牛車観音は、平碆との山境にある社。創建は1798年（寛政10年）とされる。ウネの松と呼称された大松があった付近に所在する。この白牛車観音は海の神である。石塔の白牛車観音は関西地方や北陸地方にも存在するが、石造のものは日本全国でここにしかないとされる。この社および油袋側の龍王権現には大きな草鞋が奉納されている。これは家串の端から端までを一歩で行くことができるほど大きな男がいると疫神に思わせることによって、この地域を災厄や悪疾から守る目的がある。
家串龍王権現は、油袋との山境にある社。1870年（明治3年）の神社明細取調帳では「龍神社」となっており、同資料によると綿津見命（わだつみのみこと）が祀られているとされる。地域の人々は「龍王様」と呼んでいる。
家串の荒獅子（いえくしのあらじし）は、毎年11月3日に若宮神社の秋祭りにおいて境内や家串地区で行われる伝統芸能。町指定無形民俗文化財に指定されている。太鼓の舞、神招きの舞、祈願の舞および修めの舞の4つの舞からなる。安土桃山時代の天正年間に土佐国から来往した吉良親貞の一族により、豊漁および豊作を祈念する祭事として催されてきたものと伝わる。荒獅子の舞については、チョウを捕まえようとした獅子が逆にチョウに翻弄されて荒れ狂う様子を表すとする説のほかに、キツネを捕まえようとした獅子が荒れ狂う様子を表すとする説および神楽の奉納を行う少年に獅子が屈する様子を表すとする説がある。